# Våk
Våk este o localitate din comuna Våler, provincia Østfold, Norvegia, cu o suprafață de 0,5 km² și o populație de 921 locuitori (2013).